# Nikolaus Herman
Nikolaus Herman, także Nicolaus, Niklas (ur. 1500 w Altdorf bei Nürnberg, zm. 15 maja 1561 w Joachimsthal) – niemiecki działacz reformacyjny, kompozytor.

## Życiorys
Od 1518 do 1560 roku pełnił funkcję organisty, kantora i nauczyciela szkolnego w Joachimsthal. Około 1524 roku nawiązał kontakt z Marcinem Lutrem, później współpracował z kościołem ewangelickim w Wittenberdze. Tworzył teksty i melodie do 1-głosowych pieśni religijnych, które weszły do liturgii luterańskiej, m.in. Erschienen ist der herrlich Tag i Wenn mein Stündlein. Tekstom nadawał rymowane formy zwrotkowe, melodie tworzył czerpiąc z chorału łacińskiego oraz ludowych pieśni i tańców.